# Centro histórico de Apetatitlán
El centro histórico de Apetatitlán es la zona de monumentos históricos de la villa de Apetatitlán en el estado mexicano de Tlaxcala declarado por el Instituto Nacional de Antropología e Historia (INAH).
En esta área se encuentran edificaciones de valor histórico y arquitectónico abarcando una área de 0.284 kilómetros cuadrados formada por dieciséis manzanas que comprenden alrededor de 51 edificios entre los que destacan el Templo del Padre de Jesús y la Parroquia de San Pablo, en el ámbito religioso. También se incluyeron edificaciones civiles, educativas y asistenciales como la Presidencia Municipal.
La zona de monumentos históricos de Apetatitlán fue decretada y aprobada por el expresidente Miguel de la Madrid el 11 de marzo de 1986 y puesta en vigor de acuerdo a su publicación en el Diario Oficial de la Federación el 4 de abril de 1986.

## Monumentos históricos

### Declaratoria
- Que la población de San Pablo Apetatitlán fue asentamiento prehispánico.

- Que debido a su importancia y estratégica localización geográfica, pasó por aquí el camino real México-Veracruz.

- Que durante el siglo XIX, fue emporio comercial de Tlaxcala.

- Que nació en esta población el General Antonio Carbajal, militar liberal, participó en el Plan de Ayutla y en la Guerra de Reforma, defensor de la Constitución de 1857 y del Gobierno de Don Benito Juárez

- Que ha sido escenario de diversas batallas entre liberales y conservadores como son: la del 10 de junio de 1858 entre el General Manuel Escobar y el Comandante Liberal Cirilo León; la del 10 de octubre donde los constitucionalistas lucharon por recuperar Apetatitlán; la del 20 de noviembre entre el General Alatriste y el Conservador Amador.

- En 1910 el 26 de mayo, Juan Cuamatzi, Marcos Hernández Xolocotzi, Antonio Hidalgo y otros tomaron las armas contra el porfirismo, y en la madrugada fueron abatidos en esta población.

### Arquitectura colonial
La siguiente es una lista de las construcciones que constituyen el centro histórico de Apetatitlán:
- Templo del Padre de Jesús
- Parroquia de San Pablo
- Palacio municipal
- Plaza Central
- Plaza Emilio Sánchez Piedras
- Museo de Arte Sacro

Arquitectura colonial de Apetatitlán
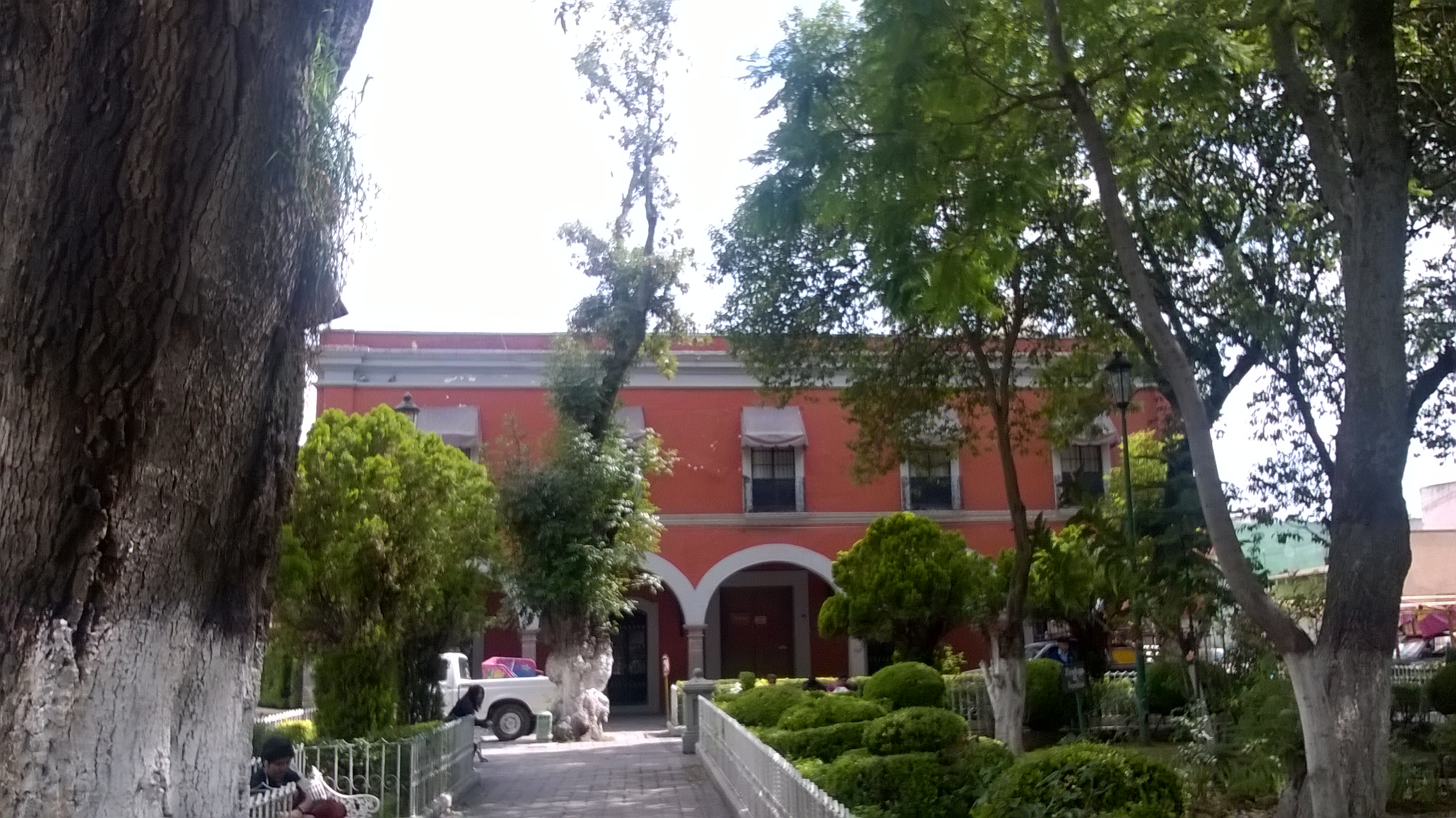
Palacio municipal
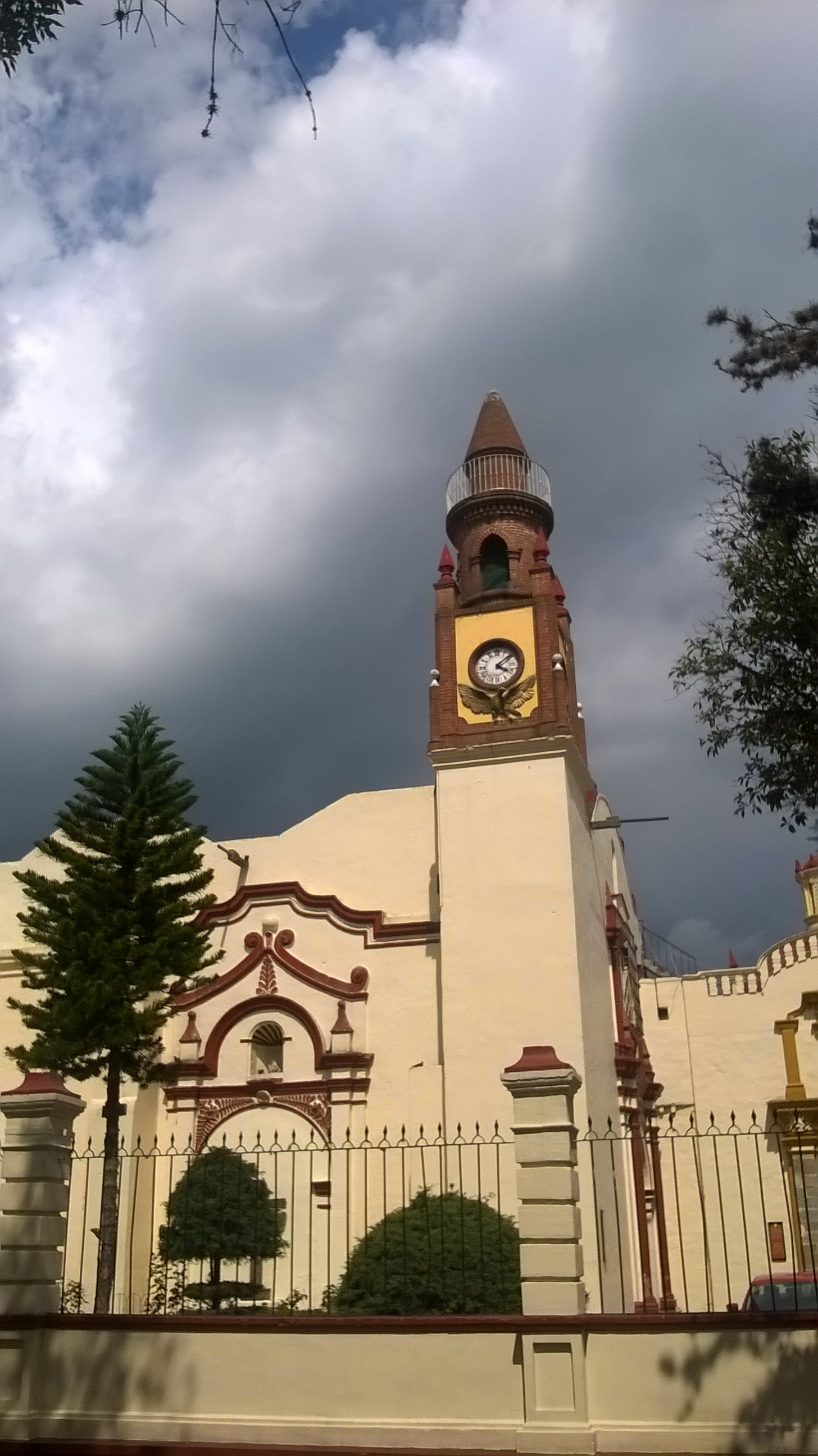
Parroquia de San Pablo Apóstol
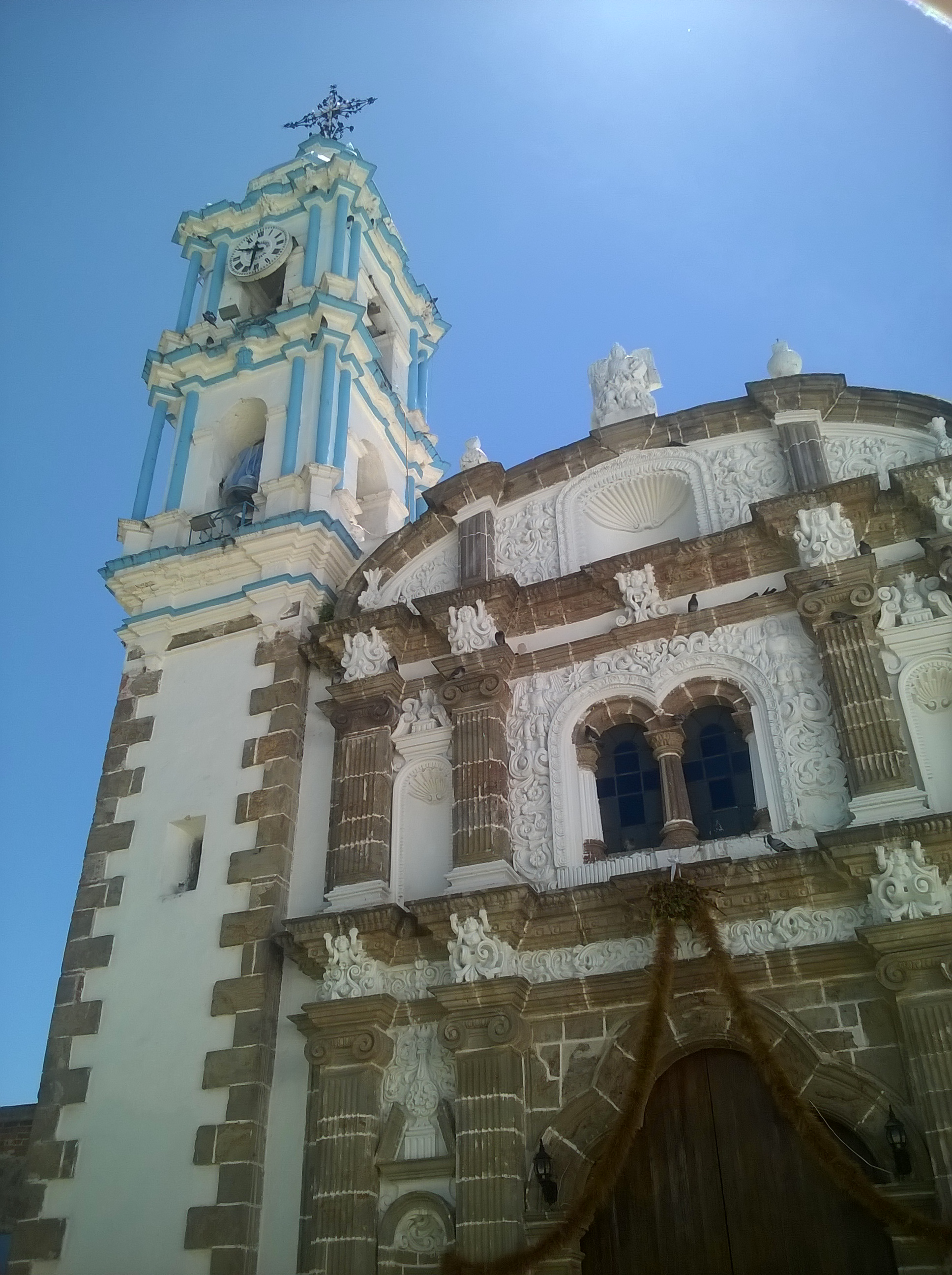
Templo de Belén Atzizimitlán
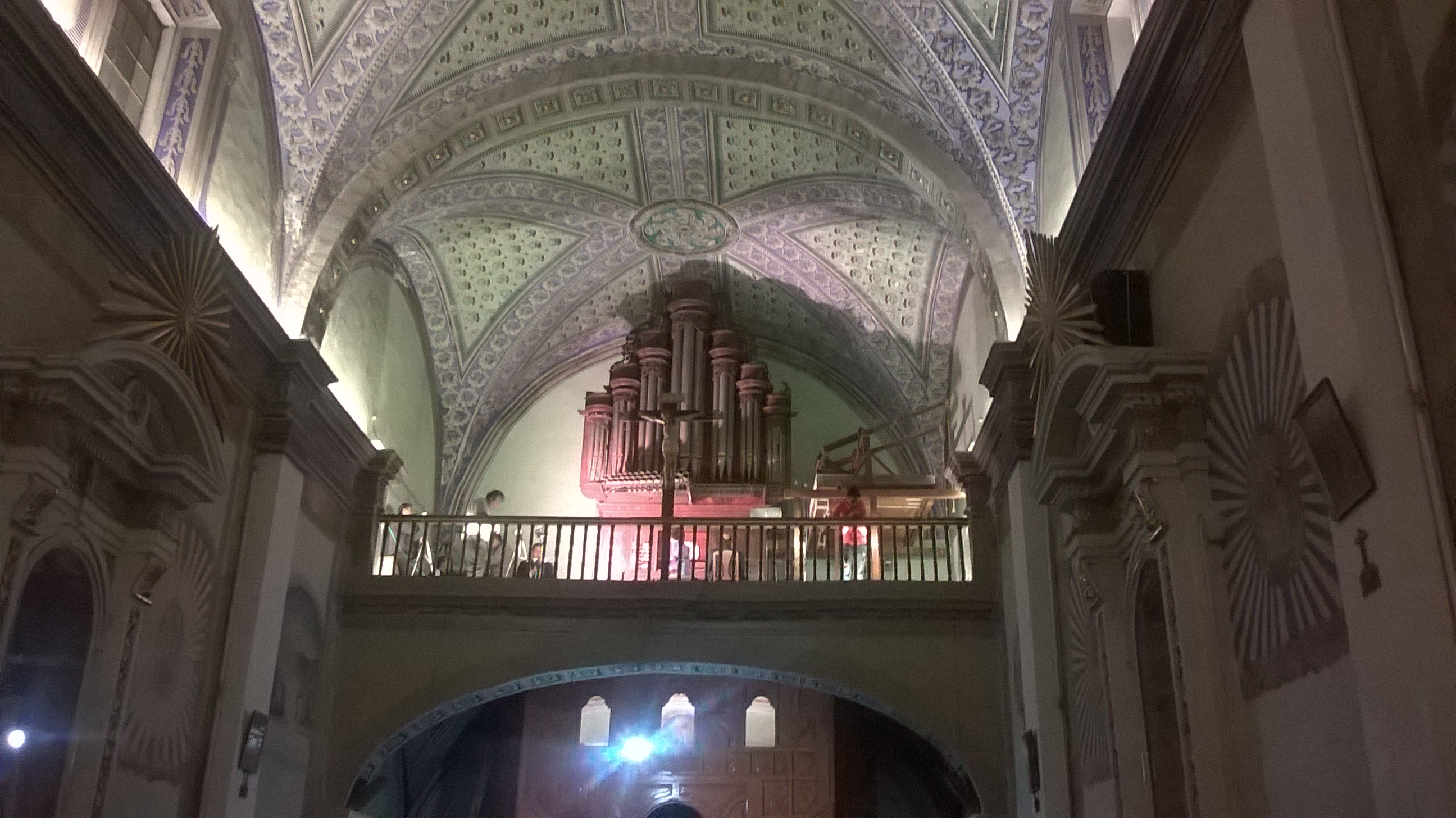
Interior de la Parroquia de San Pablo
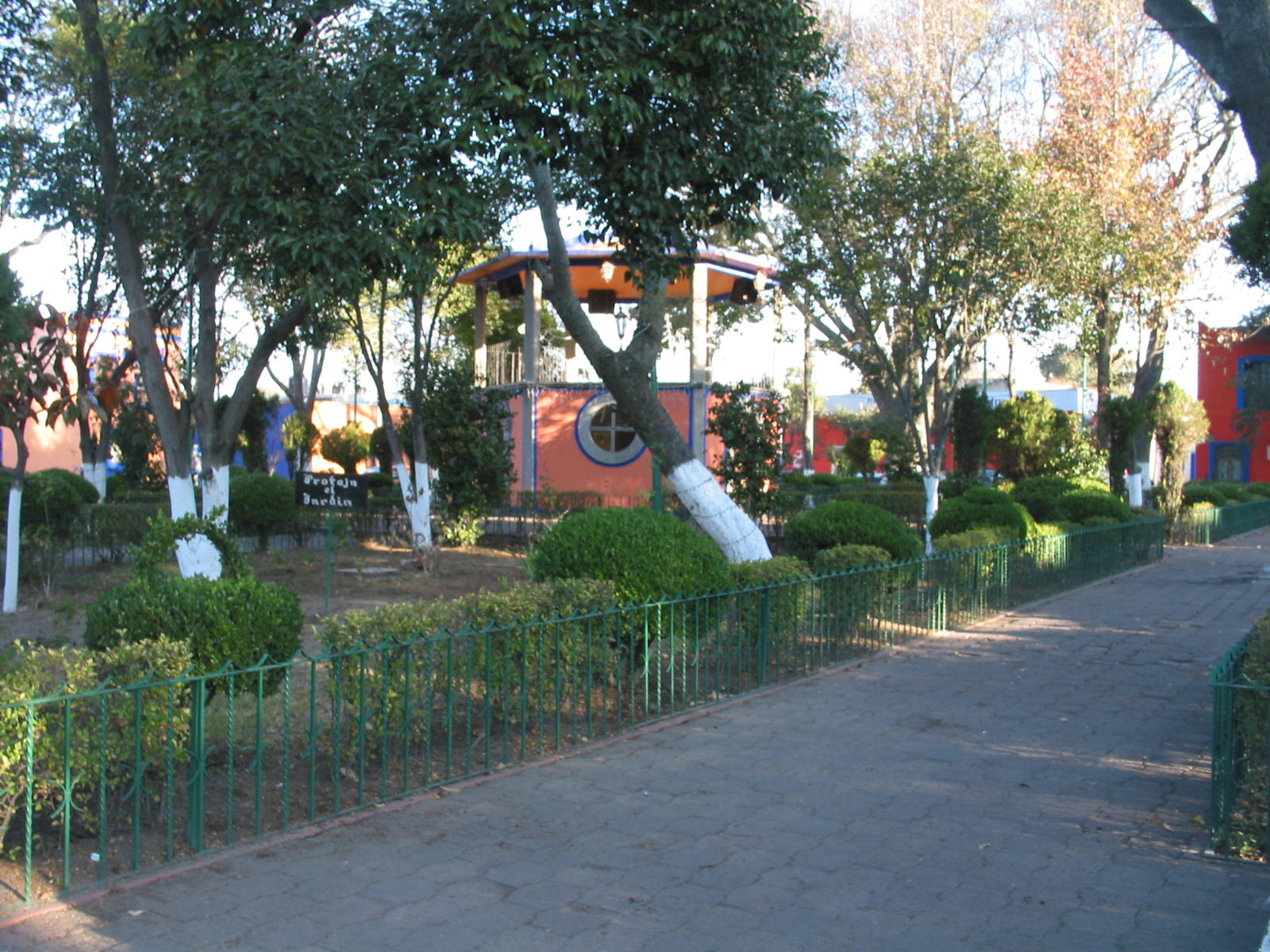
Plaza central